# 陳其昌 (臺灣)
陳其昌（1905年4月23日—1999年12月29日），新北市汐止區人。於上海大學時曾受業於瞿秋白，日本大學政治科畢業後，1929年參與蔣渭水等成立的台灣民眾黨擔任中央幹部組織部長及政治部長，1931年台灣民眾黨遭當局解散後陳其昌前往廈門，並加入抗戰諜報組織，與李萬居等擔任上海國際問題研究所諜報員（長江一號），直到戰後日本投降返台。1947年目睹二二八後與好友李萬居等成立《公論報》，出任總經理。1953年，因「資匪」罪名遭當局重判無期徒刑。直到1975年方得假釋，前後遭關押22年之久。1986年陳其昌創辦《遠望》月刊，任遠望雜誌社發行人兼社長，為台灣地區政治受難人互助會前身。

## 生平

### 反日青年
陳其昌，日治台北州七星郡汐止街人，出生在汐止世家的陳其昌，幼時受日本統治極富民族意識，1922年赴杭州就讀杭州第一中學，1925年為五卅慘案杭州一中學生代表，1925年考取上海大學，於上海大學時曾受業於瞿秋白，受師長鼓勵乃前往日本大學就讀政治系，留日期間參與廖承志反日組織遭日本當局查獲，1929年返台後響應蔣渭水的抗日活動，參與其成立的台灣民眾黨擔任中央幹部組織部長及政治部長，為台灣民眾黨之重要幹部，1931年（昭和6年）2月18日台灣民眾黨第四次全體黨員大會進行中，台北警察署長出現會場並出示「結社禁止命令」，當場聲明台灣民眾黨業已被取締，解散了台灣民眾黨，陳其昌當場遭逮捕翌日釋放，陳其昌決定前往廈門，糾合同志，致力於反日運動，以推翻日本殖民統治為宗旨，策動台灣地區同志起義失敗，在廈門發起「新台灣青年會」。

### 長江一號
1937年七七事變後，陳其昌進入江蘇，擔任《江蘇日報》編務，實際上卻是參與上海國際問題研究所上海站，與張錫鈞、李萬居、謝南光等人匯集情報向領導人王芃生會報，於1937年至1945年間提供許多重要日本情報。

### 入獄與晚年
1945年日本投降，陳其昌加入上海台灣同鄉會，1946年返台。1947年目睹二二八後與同為上海國際問題研究所的好友李萬居等成立《公論報》，出任總經理。1953年，《公論報》員工黃培奕為張志忠所領導之省工委成員向情報機關自首，並供陳其昌三次資助其資金共一千元，陳其昌因此以資匪罪名遭當局重判無期徒刑。直到1975年方得假釋，前後遭關押22年之久，1986年陳其昌創辦《遠望》月刊雜誌，任發行人兼社長，為台灣地區政治受難人互助會前身。

### 黨外運動
1975年獲釋之後，陳其昌熱心支持黨外運動，陳其昌創辦《遠望》月刊雜誌，其在創刊號描述其過去同志致力所做的努力，堪作為其一生的寫照
正值反抗威權統治的年代，陳其昌積極幫助黨外人士助選，並提攜後進，如黃煌雄、李筱峰等。

## 平反
2019年2月27日，促進轉型正義委員會第三批平反，依據促轉會第16次、第18次、第19次委員會議決議，撤銷受難者黃頂君等1050人之刑事有罪判決暨其刑；其中「(42)審三字第124號」，有關陳其昌連續共同為叛徒供給金錢之有罪判決暨其刑及沒收之宣告正式撤銷。